# James Jacob Ritty

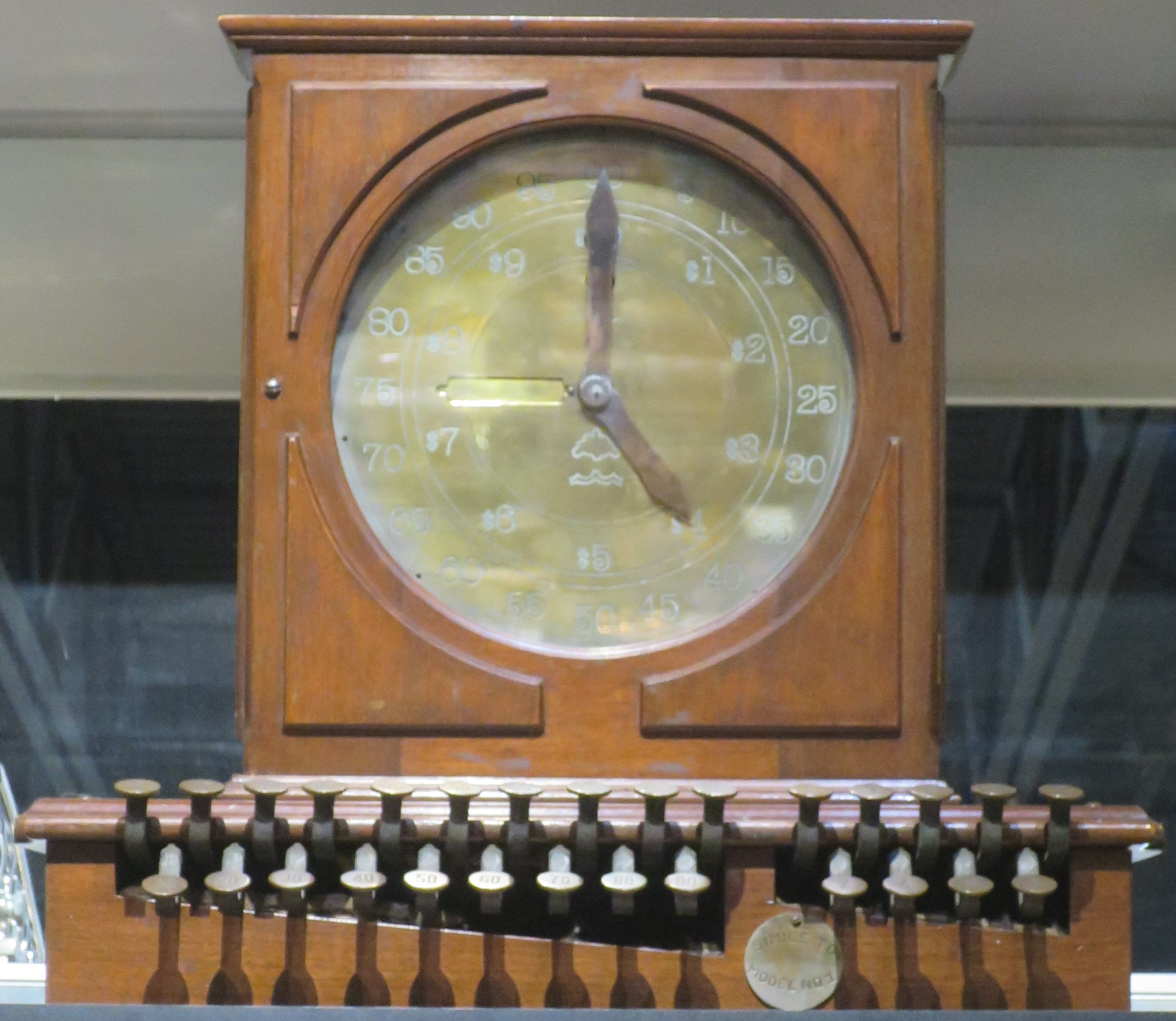
Replika pierwszej mechanicznej kasy rejestrującej Ritty’ego

James Jacob Ritty (ur. 29 października 1836, zm. 29 marca 1918) – amerykański wynalazca i właściciel lokalu Pony House, współtwórca (wraz z bratem Johnem) pierwszej działającej mechanicznej kasy rejestrującej.
James Ritty wspólnie z bratem Johnem pracowali nad urządzeniem rejestrującym obrót gotówki w kasie. W połowie 1879 roku zbudowali pierwsze urządzenie, które nie odniosło sukcesu z powodu błędów technicznych. Drugi model, opatentowany 4 listopada 1879 roku, również poniósł porażkę. Trzecia maszyna (nazwana Incorruptible Cashier Ritty) był w pełni działającą konstrukcją. Bracia dalej pracowali nad maszyną. Pod koniec 1879 roku na rynku pojawiły się kasy według czwartego projektu. Bracia otworzyli niewielką fabryczkę, która miała produkować wynalazek; prowadzenie dwóch interesów przekroczyło jednak ich możliwości. Fabryczkę ich nabył więc Jacob H. Eckert z Cincinnati, sprzedawca szkła i srebra stołowego, który na jej bazie założył przedsiębiorstwo National Manufacturing Company. W roku 1884 przedsiębiorstwo nabył od niego John Patterson, który zmienił jego firmę na National Cash Register Company.
W 1882 roku otworzył w Dayton lokal Pony House, który wkrótce zdobył popularność. Według plotek klientami Ritty’ego byli m.in. Buffalo Bill, bokser Jack Dempsey czy gangster John Dillinger.